# Ginowan

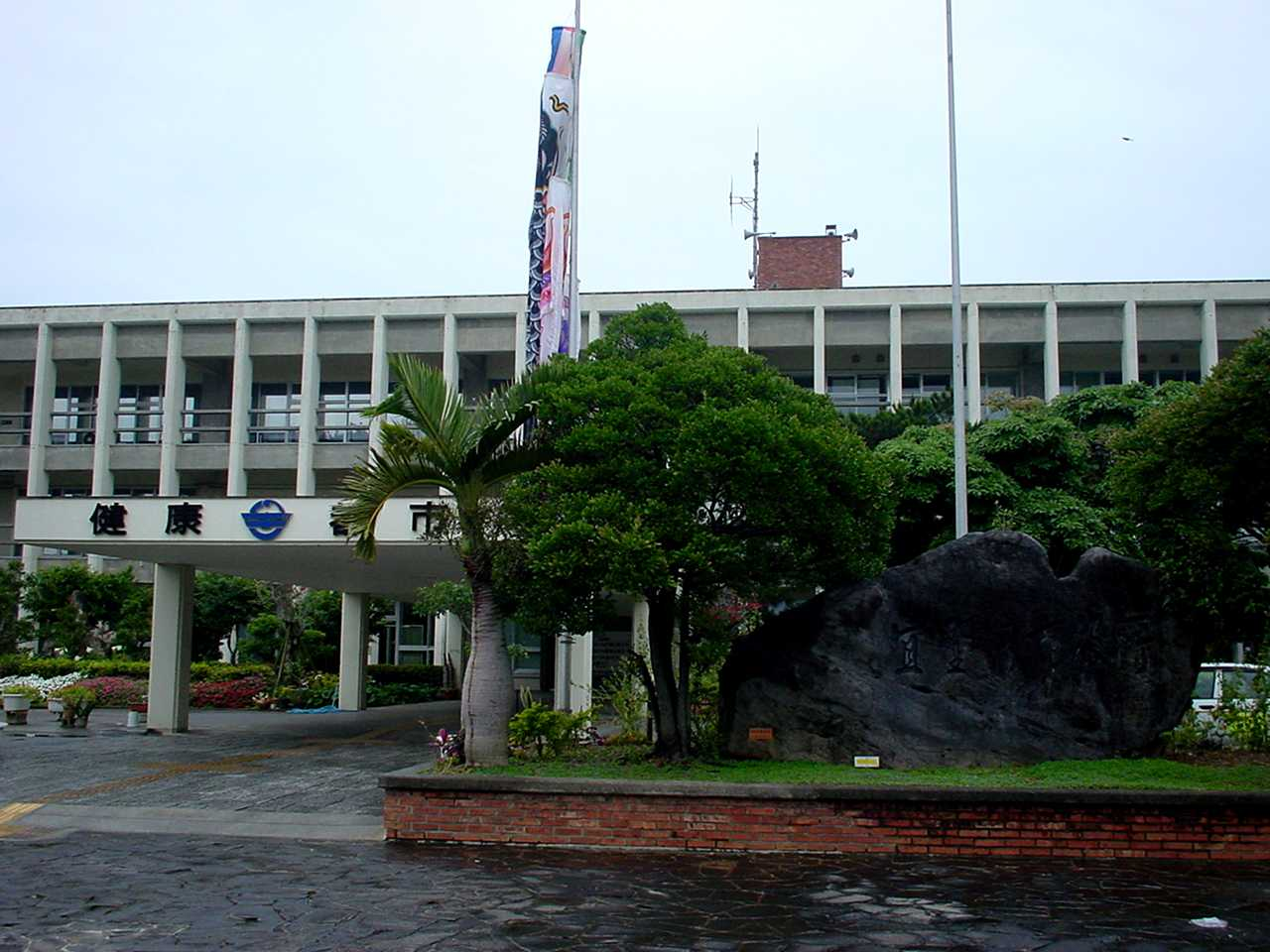
Primăria

Ginowan (宜野湾市 Ginowan-shi?,  în limba locală: Jinoon) este un municipiu din Japonia, prefectura Okinawa.